# Copa do Mundo FIFA Sub-20 de 2005
A Copa do Mundo FIFA Sub-20 de 2005 foi a décima quinta edição do torneio organizado pela FIFA que foi disputado no Países Baixos entre 10 de junho a 2 de julho, com 24 seleções participantes.
A Argentina conquistou seu quinto título na competição, ao derrotar a Nigéria na final por 2–1.

## Sedes
| Doetinchem               | Emmen              | Enschede            |
| ------------------------ | ------------------ | ------------------- |
| De Vijverberg            | Univé Stadion      | Arke Stadion        |
| Capacidade: 12,600       | Capacidade: 8,600  | Capacidade: 13,250  |
|                          |                    |                     |
| Kerkrade                 | Tilburg            | Utrecht             |
| Parkstad Limburg Stadion | Willem II Stadion  | Stadion Galgenwaard |
| Capacidade: 19,979       | Capacidade: 14,637 | Capacidade: 24,500  |
|                          |                    |                     |

## Classificados
Vinte e três seleções qualificadas participaram do Mundial Sub-20 de 2005. O Países Baixos classificou-se automaticamente por ser o país-sede. 
| Confederação                                   | Torneio qualificatório                  | Classificado(s)                               |
| ---------------------------------------------- | --------------------------------------- | --------------------------------------------- |
| AFC (Ásia)                                     | Campeonato Asiático Sub-20 de 2004      | Coreia do Sul Japão China Síria               |
| CAF (África)                                   | Campeonato Africano Sub-20 de 2005      | Nigéria Egito Benim Marrocos                  |
| CONCACAF (Américas do Norte, Central e Caribe) | Campeonato Sub-20 da CONCACAF de 2005   | Canadá Honduras Panamá Estados Unidos         |
| CONMEBOL (América do Sul)                      | Campeonato Sul-Americano Sub-20 de 2005 | Argentina Brasil Chile Colômbia               |
| OFC (Oceânia)                                  | Campeonato Sub-20 da OFC de 2005        | Austrália                                     |
| UEFA (Europa)                                  | Campeonato Europeu Sub-19 de 2004       | Alemanha Itália Espanha Suíça Turquia Ucrânia |
| País sede                                      | País sede                               | Países Baixos                                 |

## Árbitros
Esta é a lista de árbitros e assistentes que atuaram na Copa do Mundo Sub-20 de 2005:
| Árbitros               | Assistentes                                   |
| AFC                    | AFC                                           |
| ---------------------- | --------------------------------------------- |
| KSA Khalil Al Ghamdi   | JOR Fatih Arabati UAE Eisa Ghuloum            |
| KOR Kwon Jong-Chul     | KOR Kim Dae-Young CHN Liu Tiejun              |
| CAF                    |                                               |
| BEN Coffi Codjia       | BEN Aboudou Aderodjou RWA Célestin Ntagungira |
| EGY Essam Abd El Fatah | EGY Beshr Rashwan ETH Luleseged Begashaw      |
| CONCACAF               |                                               |
| SLV Rodolfo Sibrian    | HON Carlos Pastrana HON Reynaldo Salinas      |
| MEX Benito Archundia   | MEX José Ramírez MEX Pedro Rebollar           |
| OFC                    |                                               |
| AUS Mark Shield        | AUS Nathan Gibson AUS Ben Wilson              |

| Árbitros                  | Assistentes                                                 |
| CONMEBOL                  | CONMEBOL                                                    |
| ------------------------- | ----------------------------------------------------------- |
| ARG Horacio Elizondo      | ARG Darío García ARG Rodolfo Otero                          |
| COL Óscar Ruiz            | COL Eduardo Botero ECU Fernando Tamayo                      |
| URU Jorge Larrionda       | URU Walter Rial URU Pablo Fandiño                           |
| UEFA                      |                                                             |
| DNK Claus Bo Larsen       | DNK Bill Hansen DNK Anders Norrestrand                      |
| NOR Terje Hauge           | NOR Steinar Holvik NOR Ole Hermann Borgan                   |
| ESP Luis Medina Cantalejo | ESP Victoriano Giráldez Carrasco ESP Pedro Medina Hernández |
| SUI Massimo Busacca       | SUI Matthias Arnet SUI Franceso Buragina                    |
| NED Eric Braamhaar •      |                                                             |

• Árbitro reserva

## Fase de grupos
|  | Equipes classificadas às oitavas-de-final               |
|  | Equipes classificadas como melhores terceiros colocados |
|  | Equipes eliminadas                                      |

Todas as partidas seguem o fuso horário local (UTC+2).

### Grupo A
| Seleção       | Pts | J | V | E | D | GP | GC | SG |
| ------------- | --- | - | - | - | - | -- | -- | -- |
| Países Baixos | 9   | 3 | 3 | 0 | 0 | 6  | 1  | +5 |
| Japão         | 2   | 3 | 0 | 2 | 1 | 3  | 4  | -1 |
| Benim         | 2   | 3 | 0 | 2 | 1 | 2  | 3  | -1 |
| Austrália     | 2   | 3 | 0 | 2 | 1 | 2  | 5  | -3 |

| 10 de junho | Benim          | 1 – 1     | Austrália | Parkstad Limburg Stadion, Kerkrade                |
| 16:00       | Omotoyossi 32' | Relatório | Ward 59'  | Público: 4 500 Árbitro: ESP Luis Medina Cantalejo |

| 10 de junho | Países Baixos          | 2 – 1     | Japão        | Parkstad Limburg Stadion, Kerkrade      |
| 20:00       | Afellay 7' · Babel 18' | Relatório | Hirayama 68' | Público: 19 500 Árbitro: COL Óscar Ruiz |

| 15 de junho | Japão      | 1 – 1     | Benim     | Parkstad Limburg Stadion, Kerkrade           |
| 17:30       | Mizuno 65' | Relatório | Maïga 37' | Público: 12 500 Árbitro: DNK Claus Bo Larsen |

| 15 de junho | Austrália | 0 – 3     | Países Baixos                           | Parkstad Limburg Stadion, Kerkrade          |
| 20:30       |           | Relatório | Maduro 20' · Emanuelson 46' · Kruys 74' | Público: 19 500 Árbitro: KOR Kwon Jong-Chul |

| 18 de junho | Japão     | 1 – 1     | Austrália    | Parkstad Limburg Stadion, Kerkrade      |
| 16:00       | Maeda 87' | Relatório | Townsend 75' | Público: 2 000 Árbitro: NOR Terge Hauge |

| 18 de junho | Países Baixos | 1 – 0     | Benim | Willem II Stadion, Tilburg                    |
| 16:00       | Maduro 47'    | Relatório |       | Público: 13 700 Árbitro: KSA Khalil Al Ghamdi |

### Grupo B
| Seleção | Pts | J | V | E | D | GP | GC | SG |
| ------- | --- | - | - | - | - | -- | -- | -- |
| China   | 9   | 3 | 3 | 0 | 0 | 9  | 4  | +5 |
| Ucrânia | 4   | 3 | 1 | 1 | 1 | 7  | 6  | +1 |
| Turquia | 4   | 3 | 1 | 1 | 1 | 4  | 4  | 0  |
| Panamá  | 0   | 3 | 0 | 0 | 3 | 2  | 8  | -6 |

| 11 de junho | Turquia   | 1 – 2     | China                              | Galgenwaard Stadion, Utrecht                |
| 17:30       | Güleç 84' | Relatório | Tan Wangsong 22' · Zhao Xuri 90+5' | Público: 10 000 Árbitro: NED Eric Braamhaar |

| 11 de junho | Ucrânia                             | 3 – 1     | Panamá              | Galgenwaard Stadion, Utrecht                 |
| 20:30       | Aliev 20' (pen), 22' · Feshchuk 32' | Relatório | Arzhanov 26' (g.c.) | Público: 2 500 Árbitro: KSA Khalil Al Ghamdi |

| 14 de junho | China                                            | 3 – 2     | Ucrânia                       | Galgenwaard Stadion, Utrecht                |
| 17:30       | Zhu Ting 31' · Chen Tao 66' (pen) · Cui Peng 75' | Relatório | Vorobei 19' · Aliev 70' (pen) | Público: 2 300 Árbitro: SLV Rodolfo Sibrian |

| 14 de junho | Panamá | 0 – 1     | Turquia   | Galgenwaard Stadion, Utrecht                |
| 20:30       |        | Relatório | Güleç 24' | Público: 6 100 Árbitro: URU Jorge Larrionda |

| 17 de junho | Turquia              | 2 – 2     | Ucrânia       | De Vijverberg, Doetinchem                         |
| 20:30       | Öztürk 8' (pen), 53' | Relatório | Aliev 5', 19' | Público: 9 500 Árbitro: ESP Luis Medina Cantalejo |

| 17 de junho | China                                                      | 4 – 1     | Panamá      | Galgenwaard Stadion, Utrecht                   |
| 20:30       | Zhou Haibin 6' · Gao Lin 40' · Hao Junmin 51' · Lu Lin 78' | Relatório | Venegas 37' | Público: 4 000 Árbitro: EGY Essam Abd El Fatah |

### Grupo C
| Seleção  | Pts | J | V | E | D | GP | GC | SG  |
| -------- | --- | - | - | - | - | -- | -- | --- |
| Espanha  | 9   | 3 | 3 | 0 | 0 | 13 | 1  | +12 |
| Marrocos | 6   | 3 | 2 | 0 | 1 | 7  | 3  | +5  |
| Chile    | 3   | 3 | 1 | 0 | 2 | 7  | 8  | -1  |
| Honduras | 0   | 3 | 0 | 0 | 3 | 0  | 15 | -15 |

| 11 de junho | Espanha                                       | 3 – 1     | Marrocos            | De Vijverberg, Doetinchem                   |
| 17:30       | Llorente 28' · Molinero 51' · David Silva 71' | Relatório | Doulyazal 84' (pen) | Público: 9 863 Árbitro: URU Jorge Larrionda |

| 11 de junho | Honduras | 0 – 7     | Chile                                                                          | De Vijverberg, Doetinchem                   |
| 20:30       |          | Relatório | Parada 11', 71' · Fuenzalida 30', 53' · Fernández 67' · Jara 69' · Morales 77' | Público: 6 800 Árbitro: SUI Massimo Busacca |

| 14 de junho | Marrocos                                                    | 5 – 0     | Honduras | De Vijverberg, Doetinchem                    |
| 17:30       | Yajour 31', 43' · Bendamou 55' · Benjelloun 81' · Chihi 90' | Relatório |          | Público: 5 985 Árbitro: KSA Khalil Al Ghamdi |

| 15 de junho | Chile | 0 – 7     | Espanha                                                         | De Vijverberg, Doetinchem                    |
| 20:30       |       | Relatório | Llorente 8', 62', 78', 81' · Robusté 51' · David Silva 71', 85' | Público: 6 600 Árbitro: MEX Benito Archundia |

| 17 de junho | Espanha                                   | 3 – 0     | Honduras | De Vijverberg, Doetinchem                |
| 20:30       | Soriano 5' · David Silva 38' · Víctor 67' | Relatório |          | Público: 3 000 Árbitro: BEN Coffi Codjia |

| 17 de junho | Marrocos     | 1 – 0     | Chile | Galgenwaard Stadion, Utrecht             |
| 20:30       | Bendamou 47' | Relatório |       | Público: 11 000 Árbitro: AUS Mark Shield |

### Grupo D
| Seleção        | Pts | J | V | E | D | GP | GC | SG |
| -------------- | --- | - | - | - | - | -- | -- | -- |
| Estados Unidos | 7   | 3 | 2 | 1 | 0 | 2  | 0  | +2 |
| Argentina      | 6   | 3 | 2 | 0 | 1 | 3  | 1  | +2 |
| Alemanha       | 4   | 3 | 1 | 1 | 1 | 2  | 1  | +1 |
| Egito          | 0   | 3 | 0 | 0 | 3 | 0  | 5  | -5 |

| 11 de junho | Argentina | 0 – 1     | Estados Unidos | Arke Stadion, Enschede                   |
| 17:30       |           | Relatório | Barrett 39'    | Público: 10 500 Árbitro: NOR Terge Hauge |

| 11 de junho | Alemanha                | 2 – 0     | Egito | Arke Stadion, Enschede                       |
| 20:30       | Adler 75' · Matip 90+3' | Relatório |       | Público: 10 500 Árbitro: SLV Rodolfo Sibrian |

| 14 de junho | Egito | 0 – 2     | Argentina                  | Arke Stadion, Enschede                      |
| 17:30       |       | Relatório | Messi 47' · Zabaleta 90+1' | Público: 8 500 Árbitro: SUI Massimo Busacca |

| 15 de junho | Estados Unidos | 0 – 0     | Alemanha | Arke Stadion, Enschede                  |
| 20:30       |                | Relatório |          | Público: 10 350 Árbitro: COL Óscar Ruiz |

| 18 de junho | Argentina   | 1 – 0     | Alemanha | Univé Stadion, Emmen                         |
| 13:30       | Cardozo 43' | Relatório |          | Público: 8 600 Árbitro: MEX Benito Archundia |

| 18 de junho | Estados Unidos | 1 – 0     | Egito | Arke Stadion, Enschede                     |
| 13:30       | Peterson 56'   | Relatório |       | Público: 7 600 Árbitro: KOR Kwon Jong-Chul |

### Grupo E
| Seleção  | Pts | J | V | E | D | GP | GC | SG |
| -------- | --- | - | - | - | - | -- | -- | -- |
| Colômbia | 9   | 3 | 3 | 0 | 0 | 6  | 0  | +6 |
| Síria    | 4   | 3 | 1 | 1 | 1 | 3  | 4  | -1 |
| Itália   | 3   | 3 | 1 | 0 | 2 | 5  | 5  | 0  |
| Canadá   | 1   | 3 | 0 | 1 | 2 | 2  | 7  | -5 |

| 12 de junho | Colômbia                    | 2 – 0     | Itália | Willem II Stadion, Tilburg              |
| 17:30       | Rentería 76' · Guarín 90+3' | Relatório |        | Público: 7 000 Árbitro: AUS Mark Shield |

| 12 de junho | Síria     | 1 – 1     | Canadá     | Willem II Stadion, Tilburg                  |
| 20:30       | Al Haj 2' | Relatório | Peters 31' | Público: 3 500 Árbitro: DIN Claus Bo Larsen |

| 15 de junho | Canadá | 0 – 2     | Colômbia                | Willem II Stadion, Tilburg                     |
| 17:30       |        | Relatório | García 81' · Guarín 88' | Público: 6 500 Árbitro: EGY Essam Abd El Fatah |

| 15 de junho | Itália   | 1 – 2     | Síria                        | Willem II Stadion, Tilburg                   |
| 20:30       | Coda 69' | Relatório | Alhousain 37' · Al Hamwi 73' | Público: 2 500 Árbitro: ARG Horacio Elizondo |

| 18 de junho | Itália                                         | 4 – 1     | Canadá      | Parkstad Limburg Stadion, Kerkrade          |
| 13:30       | Pellé 23', 68' · Galloppa 47' · De Martino 90' | Relatório | De Jong 49' | Público: 2 000 Árbitro: URU Jorge Larrionda |

| 18 de junho | Colômbia                   | 2 – 0     | Síria | Willem II Stadion, Tilburg                   |
| 16:00       | Rodallega 62' · García 90' | Relatório |       | Público: 11 000 Árbitro: SUI Massimo Busacca |

### Grupo F
| Seleção       | Pts | J | V | E | D | GP | GC | SG |
| ------------- | --- | - | - | - | - | -- | -- | -- |
| Brasil        | 7   | 3 | 2 | 1 | 0 | 3  | 0  | +3 |
| Nigéria       | 4   | 3 | 1 | 1 | 1 | 4  | 2  | +2 |
| Coreia do Sul | 3   | 3 | 1 | 0 | 2 | 3  | 5  | -2 |
| Suíça         | 3   | 3 | 1 | 0 | 2 | 2  | 5  | -3 |

| 12 de junho | Brasil | 0 – 0     | Nigéria | Univé Stadion, Emmen                              |
| 17:30       |        | Relatório |         | Público: 8 500 Árbitro: ESP Luis Medina Cantalejo |

| 12 de junho | Coreia do Sul      | 1 – 2     | Suíça                      | Univé Stadion, Emmen                     |
| 20:30       | Shin Young-Rok 25' | Relatório | Antic 28' · Vonlanthen 33' | Público: 8 000 Árbitro: BEN Coffi Codjia |

| 15 de junho | Suíça | 0 – 1     | Brasil        | Univé Stadion, Emmen                    |
| 17:30       |       | Relatório | Gladstone 14' | Público: 8 200 Árbitro: AUS Mark Shield |

| 15 de junho | Nigéria  | 1 – 2     | Coreia do Sul                           | Univé Stadion, Emmen                    |
| 20:30       | Abwo 18' | Relatório | Park Chu-Young 89' · Baek Ji-Hoon 90+2' | Público: 8 500 Árbitro: NOR Terge Hauge |

| 18 de junho | Brasil                         | 2 – 0     | Coreia do Sul | Parkstad Limburg Stadion, Kerkrade          |
| 16:00       | Renato 9' · Rafael Sóbis 57' · | Relatório |               | Público: 8 600 Árbitro: DNK Claus Bo Larsen |

| 18 de junho | Nigéria                                    | 3 – 0     | Suíça | Arke Stadion, Enschede                 |
| 16:00       | Ogbuke 49' · Mikel 59' (pen) · Promise 85' | Relatório |       | Público: 8 000 Árbitro: COL Óscar Ruiz |

### Melhores terceiros classificados
As melhores quatro seleções terceiro colocadas nos grupos também avançaram para as oitavas-de-final.
| Seleção       | P | J | V | E | D | GP | GC | SG | Grupo |
| ------------- | - | - | - | - | - | -- | -- | -- | ----- |
| Alemanha      | 4 | 3 | 1 | 1 | 1 | 2  | 1  | 1  | D     |
| Turquia       | 4 | 3 | 1 | 1 | 1 | 4  | 4  | 0  | B     |
| Itália        | 3 | 3 | 1 | 0 | 2 | 5  | 5  | 0  | E     |
| Chile         | 3 | 3 | 1 | 0 | 2 | 7  | 8  | -1 | C     |
| Coreia do Sul | 3 | 3 | 1 | 0 | 2 | 3  | 5  | -2 | F     |
| Benim         | 2 | 3 | 0 | 2 | 1 | 2  | 3  | -1 | A     |

## Fase final
|  | Oitavas de final         | Oitavas de final       |                        |       | Quartas de final | Quartas de final |                      |                      | Semifinais | Semifinais |  |  | Final | Final |
|  |                          |                        |                        |       |                  |                  |                      |                      |            |            |  |  |       |       |
|  | 21 de junho - Tilburg    |                        |                        |       |                  |                  |                      |                      |            |            |  |  |       |       |
|  |                          |                        |                        |       |                  |                  |                      |                      |            |            |  |  |       |       |
|  | China                    | 2                      |                        |       |                  |                  |                      |                      |            |            |  |  |       |       |
|  | China                    | 2                      | 24 de junho - Tilburg  |       |                  |                  |                      |                      |            |            |  |  |       |       |
|  | Alemanha                 | 3                      |                        |       |                  |                  |                      |                      |            |            |  |  |       |       |
|  | Alemanha                 | 3                      | Alemanha               | 1     |                  |                  |                      |                      |            |            |  |  |       |       |
|  | 21 de junho - Tilburg    |                        | Alemanha               | 1     |                  |                  |                      |                      |            |            |  |  |       |       |
|  |                          | Brasil (pro)           | 2                      |       |                  |                  |                      |                      |            |            |  |  |       |       |
|  | Brasil                   | Brasil (pro)           | 2                      | 1     |                  |                  |                      |                      |            |            |  |  |       |       |
|  | Brasil                   |                        | 28 de junho - Utrecht  | 1     |                  |                  |                      |                      |            |            |  |  |       |       |
|  | Síria                    | 0                      |                        |       |                  |                  |                      |                      |            |            |  |  |       |       |
|  | Síria                    | 0                      | Brasil                 | 1     |                  |                  |                      |                      |            |            |  |  |       |       |
|  | 22 de junho - Emmen      |                        | Brasil                 | 1     |                  |                  |                      |                      |            |            |  |  |       |       |
|  |                          | Argentina              | 2                      |       |                  |                  |                      |                      |            |            |  |  |       |       |
|  | Colômbia                 | Argentina              | 2                      | 1     |                  |                  |                      |                      |            |            |  |  |       |       |
|  | Colômbia                 | 25 de junho - Enschede |                        | 1     |                  |                  |                      |                      |            |            |  |  |       |       |
|  | Argentina                | 2                      |                        |       |                  |                  |                      |                      |            |            |  |  |       |       |
|  | Argentina                | 2                      | Argentina              | 3     |                  |                  |                      |                      |            |            |  |  |       |       |
|  | 22 de junho - Emmen      |                        | Argentina              | 3     |                  |                  |                      |                      |            |            |  |  |       |       |
|  |                          | Espanha                | 1                      |       |                  |                  |                      |                      |            |            |  |  |       |       |
|  | Espanha                  | Espanha                | 1                      | 3     |                  |                  |                      |                      |            |            |  |  |       |       |
|  | Espanha                  |                        | 2 de julho - Utrecht   | 3     |                  |                  |                      |                      |            |            |  |  |       |       |
|  | Turquia                  | 0                      |                        |       |                  |                  |                      |                      |            |            |  |  |       |       |
|  | Turquia                  | 0                      | Argentina              | 2     |                  |                  |                      |                      |            |            |  |  |       |       |
|  | 21 de junho - Enschede   |                        | Argentina              | 2     |                  |                  |                      |                      |            |            |  |  |       |       |
|  |                          | Nigéria                | 1                      |       |                  |                  |                      |                      |            |            |  |  |       |       |
|  | Marrocos                 | Nigéria                | 1                      | 1     |                  |                  |                      |                      |            |            |  |  |       |       |
|  | Marrocos                 | 24 de junho - Utrecht  |                        | 1     |                  |                  |                      |                      |            |            |  |  |       |       |
|  | Japão                    | 0                      |                        |       |                  |                  |                      |                      |            |            |  |  |       |       |
|  | Japão                    | 0                      | Marrocos (pen)         | 2 (4) |                  |                  |                      |                      |            |            |  |  |       |       |
|  | 21 de junho - Enschede   |                        | Marrocos (pen)         | 2 (4) |                  |                  |                      |                      |            |            |  |  |       |       |
|  |                          | Itália                 | 2 (2)                  |       |                  |                  |                      |                      |            |            |  |  |       |       |
|  | Estados Unidos           | Itália                 | 2 (2)                  | 1     |                  |                  |                      |                      |            |            |  |  |       |       |
|  | Estados Unidos           |                        | 28 de junho - Kerkrade | 1     |                  |                  |                      |                      |            |            |  |  |       |       |
|  | Itália                   | 3                      |                        |       |                  |                  |                      |                      |            |            |  |  |       |       |
|  | Itália                   | 3                      | Marrocos               | 0     |                  |                  |                      |                      |            |            |  |  |       |       |
|  | 22 de junho - Doetinchem |                        | Marrocos               | 0     |                  |                  |                      |                      |            |            |  |  |       |       |
|  |                          | Nigéria                | 3                      |       | Terceiro lugar   | Terceiro lugar   |                      |                      |            |            |  |  |       |       |
|  | Nigéria                  | Nigéria                | 3                      | 1     | Terceiro lugar   | Terceiro lugar   |                      |                      |            |            |  |  |       |       |
|  | Nigéria                  | 25 de junho - Kerkrade | 25 de junho - Kerkrade | 1     |                  |                  | 2 de julho - Utrecht | 2 de julho - Utrecht |            |            |  |  |       |       |
|  | Ucrânia                  | 25 de junho - Kerkrade | 25 de junho - Kerkrade | 0     |                  |                  | 2 de julho - Utrecht | 2 de julho - Utrecht |            |            |  |  |       |       |
|  | Ucrânia                  | Nigéria (pen)          | 1(10)                  | 0     | Brasil           | 2                |                      |                      |            |            |  |  |       |       |
|  | 22 de junho - Doetinchem | Nigéria (pen)          | 1(10)                  |       | Brasil           | 2                |                      |                      |            |            |  |  |       |       |
|  |                          | Países Baixos          | 1 (9)                  |       | Marrocos         | 1                |                      |                      |            |            |  |  |       |       |
|  | Países Baixos            | Países Baixos          | 1 (9)                  | 3     | Marrocos         | 1                |                      |                      |            |            |  |  |       |       |
|  | Países Baixos            |                        |                        | 3     |                  |                  |                      |                      |            |            |  |  |       |       |
|  | Chile                    | 0                      |                        |       |                  |                  |                      |                      |            |            |  |  |       |       |
|  | Chile                    | 0                      |                        |       |                  |                  |                      |                      |            |            |  |  |       |       |

### Oitavas de final
| 21 de junho | Estados Unidos    | 1 – 3     | Itália                                         | Arke Stadion, Enschede                         |
| 17:30       | Freeman 44' (pen) | Relatório | Galloppa 54' · Pellè 62' · Kljestan 75' (g.c.) | Público: 7 000 Árbitro: EGY Essam Abd El Fatah |

| 21 de junho | Marrocos     | 1 – 0     | Japão | Arke Stadion, Enschede                       |
| 20:30       | Iajour 90+2' | Relatório |       | Público: 11 800 Árbitro: SUI Massimo Busacca |

| 21 de junho | China                  | 2 – 3     | Alemanha                           | Willem II Stadion, Tilburg                   |
| 17:30       | Chen Tao 4', 20' (pen) | Relatório | Gentner 5' · Adler 30' · Matip 89' | Público: 9 000 Árbitro: ARG Horacio Elizondo |

| 21 de junho | Brasil            | 1 – 0     | Síria | Willem II Stadion, Tilburg                    |
| 20:30       | Rafinha 43' (pen) | Relatório |       | Público: 11 000 Árbitro: MEX Benito Archundia |

| 22 de junho | Nigéria   | 1 – 0     | Ucrânia | De Vijverberg, Doetinchem                  |
| 17:30       | Taiwo 80' | Relatório |         | Público: 9 600 Árbitro: KOR Kwon Jong-Chul |

| 22 de junho | Países Baixos                          | 3 – 0     | Chile | De Vijverberg, Doetinchem                   |
| 20:30       | Babel 3' · Owusu-Abeyie 73' · John 80' | Relatório |       | Público: 9 600 Árbitro: SLV Rodolfo Sibrian |

| 22 de junho | Colômbia     | 1 – 2     | Argentina                 | Univé Stadion, Emmen                        |
| 17:30       | Otálvaro 52' | Relatório | Messi 58' · Barroso 90+3' | Público: 8 400 Árbitro: DIN Claus Bo Larsen |

| 22 de junho | Espanha                         | 3 – 0     | Turquia | Univé Stadion, Emmen                    |
| 20:30       | Juanfran 28', 36' · Robusté 69' | Relatório |         | Público: 8 400 Árbitro: NOR Terge Hauge |

### Quartas de final
| 24 de junho | Marrocos                           | 2 – 2 (pro) | Itália                  | Galgenwaard Stadion, Utrecht                |
| 17:30       | El-Zhar 26' · Battaglia 93' (g.c.) | Relatório   | Canini 74' · Pellè 112' | Público: 20 000 Árbitro: KOR Kwon Jong-Chul |

|                                          |       | Penalidades                    |  |
| Rabeh Doulyazal Iajour El-Amrani El-Zhar | 4 – 2 | Galloppa Agnelli Pellè Carotti |  |

| 24 de junho | Alemanha  | 1 – 2 (pro) | Brasil                     | Willem II Stadion, Tilburg               |
| 20:30       | Huber 68' | Relatório   | Tardelli 82' · Rafinha 99' | Público: 10 000 Árbitro: AUS Mark Shield |

| 25 de junho | Nigéria   | 1 – 1 (pro) | Países Baixos | Parkstad Limburg Stadion, Kerkrade            |
| 15:30       | Owoeri 1' | Relatório   | Vlaar 46'     | Público: 19 500 Árbitro: ARG Horacio Elizondo |

|                                                                                     |        | Penalidades                                                                         |  |
| Taiwo Sambo Adefemi Atulewa Promise Adedeji Mikel Apam Kaita Adeleye Vanzekin Taiwo | 10 – 9 | John Babel Vlaar Kruys Maduro Zuiverloon Drost Vincken Otten Tiendalli Vermeer John |  |

| 25 de junho | Argentina                              | 3 – 1     | Espanha     | Arke Stadion, Enschede                        |
| 20:30       | Zabaleta 19' · Oberman 71' · Messi 73' | Relatório | Zapater 32' | Público: 11 200 Árbitro: MEX Benito Archundia |

### Semifinais
| 28 de junho | Brasil     | 1 – 2     | Argentina                 | Galgenwaard Stadion, Utrecht                 |
| 17:30       | Renato 75' | Relatório | Messi 7' · Zabaleta 90+3' | Público: 16 500 Árbitro: SUI Massimo Busacca |

| 28 de junho | Marrocos | 0 – 3     | Nigéria                              | Parkstad Limburg Stadion, Kerkrade           |
| 20:30       |          | Relatório | Taiwo 34' · Adefemi 70' · Ogbuke 75' | Público: 17 000 Árbitro: URU Jorge Larrionda |

### Terceiro lugar
| 2 de julho | Brasil                            | 2 – 1     | Marrocos            | Galgenwaard Stadion, Utrecht                       |
| 17:00      | Fábio Santos 88' · Edcarlos 90+1' | Relatório | Edcarlos 47' (g.c.) | Público: 20 000 Árbitro: ESP Luis Medina Cantalejo |

### Final
| 2 de julho | Argentina                  | 2 – 1     | Nigéria    | Galgenwaard Stadion, Utrecht             |
| 20:00      | Messi 40' (pen), 75' (pen) | Relatório | Ogbuke 53' | Público: 24 500 Árbitro: NOR Terge Hauge |

## Premiação
| Campeonato Mundial de Futebol Sub-20 2005 |
| Argentina                                 |
| ----------------------------------------- |
| ARGENTINA Campeã (5º título)              |

| Chuteira de Ouro      | Chuteira de Prata     | Chuteira de Bronze   |
| --------------------- | --------------------- | -------------------- |
| ARG Lionel Messi      | ESP Fernando Llorente | UKR Oleksandr Aliyev |
| Bola de Ouro          | Bola de Prata         | Bola de Bronze       |
| ARG Lionel Messi      | NGA Mikel John Obi    | NGA Taye Taiwo       |
| Troféu FIFA Fair Play |                       |                      |
| Colômbia              |                       |                      |